# Kiełpino (gromada)
Kiełpino – dawna gromada, czyli najmniejsza jednostka podziału terytorialnego Polskiej Rzeczypospolitej Ludowej w latach 1954–1972.
Gromady, z gromadzkimi radami narodowymi (GRN) jako organami władzy najniższego stopnia na wsi, funkcjonowały od reformy reorganizującej administrację wiejską przeprowadzonej jesienią 1954 do momentu ich zniesienia z dniem 1 stycznia 1973, tym samym wypierając organizację gminną w latach 1954–1972.
Gromadę Kiełpino z siedzibą GRN w Kiełpinie utworzono – jako jedną z 8759 gromad na obszarze Polski – w powiecie kartuskim w woj. gdańskim na mocy uchwały nr 17/III/54 WRN w Gdańsku z dnia 5 października 1954. W skład jednostki wszedł obszar dotychczasowej gromady Kiełpino ze zniesionej gminy Kartuzy, a także obszar dotychczasowej gromady Somonino oraz osady Trontkowica i Wyczechowo z dotychczasowej gromady Wyczechowo ze zniesionej gminy Goręczyno – w tymże powiecie. Dla gromady ustalono 16 członków gromadzkiej rady narodowej.
1 stycznia 1960 gromadę zniesiono, a jej obszar włączono do gromad: Dzierżążno z siedzibą w Kartuzach (miejscowości Kiełpino, Bór, Bernadówka i Leszno), Goręczyno (miejscowości Somonino i Stary Dwór) i Egiertowo (miejscowość Trątkownica) w tymże powiecie.